# 伊澤信平

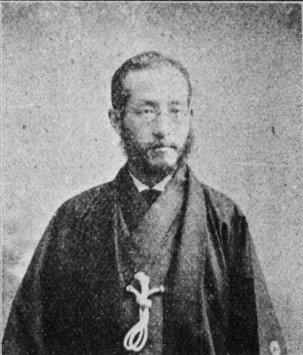
伊澤信平

伊澤 信平（いざわ しんぺい、1860年3月16日（万延元年2月24日） - 1923年（大正12年）6月12日は、日本の明治･大正期における歯科医。東京都出身。

## 生涯

### 生い立ち
1860年（万延元年）、父は伊澤蘭軒の子息で備後福山藩（阿部氏）藩医伊澤盤安（柏軒）の第三子として神田お玉ヶ池に生まれる。1872年（明治5年）、信平13歳の時に伊澤家本家で代々筑前福岡藩口腔典医であった伊澤道盛の養子となる。
1874年（明治7年）東京外国語学校に入学しドイツ語を習い、1879年（明治12年）東京大学医学部予科に入学し1882年（明治15年）医学部本科に進んだ。1884年（明治17年）、歯科専攻のため退学し、養父道盛に学ぶ。なお、後に『伊沢蘭軒』を記した森鷗外とは同時期に東大に在籍していた。伊澤信平は岡田国太郎等と同年で、森鴎外は2歳下だが学校では3年先輩に当たる。

### 歯科医
略歴
1860年（万延元年）、江戸神田で誕生。
1872年（明治5年）、伊澤家本家伊澤道盛の養子となる。
1879年（明治12年）、東京大学医学部予科に入学。
1884年（明治17年）、歯科専攻のため東京大学医学部本科を退学し、養父伊澤道盛に歯科医療を習う。
1887年（明治20年）、小林勝之・風斗就愛等が設立した歯科交詢会で薬物学・治療学の講義を行う。
1887年（明治20年）8月、ハーバード大学に医学部に留学。
1888年（明治21年）10月、ハーバード大学デンタルスクールに転籍する。
1891年（明治24年）、D.M.Dの学位を得る。この後、ベルリン大学においてロベルト・コッホに師事し細菌学を学んだ後、ロンドンで口腔外科臨床の研修を行う。
1892年（明治25年）2月、日本に帰国し、同年4月京橋で開業（歯科医蹟166号）。
1893年（明治26年）、内務省歯科医術開業試験委員に命じられる。
1894年（明治27年）、日本歯科講義会の講師に任じられる。（1900年（明治33年）ごろ辞職）
1902年（明治35年）、宮内省侍医寮勤務を命じられる。また、日本歯科学会（翌年より“日本歯科医学会”と呼称）会長に就任する。
1911年（明治44年）、日本歯科医学会会長および内務省歯科医術開業試験委員を辞任。
1923年（大正12年）6月12日、逝去。

## エピソード
- 伊澤信平が、「東京大学医学部本科途中まで医学を学び、その後米国・ドイツ留学し歯科に関わる研究・知識習得に努めた」ことは、江戸時代以来の口中医との偏見を持たれていた歯科医の中で、ドイツ留学経験を持つ東大出の医学博士と並ぶ学歴を有する歯科医が初めて誕生したことを意味する。[2]
- 日本人で初めて外科学教授となり、また東大内に石原久をもって歯科学教室を設けた佐藤三吉東大医学部教授の歯科主治医は伊澤信平であった。[2]
- 日本歯科講義会講師時代には歯科医術を広めるため独力で雑誌「歯科研究彙報」を毎月発刊した。[1]
- 1893年（明治26年）4月、第二回日本医学会で「歯科医術」の公演を行った。これが、日本医学会において歯科に関する発表の最初とされる。[3]

## 門下生
- 荒川絡
- 高橋直太郎
- 小西安次郎
- 毛利金次郎
- 古川丙吉
- 門倉清廣

## 論文･著作
- 「済生学舎医事新報(7) 齒科醫術 伊澤信平 p203～211」（済生学舎医事新報社 1893年7月）
- 「日本医学会誌 第1.2回［第2冊］歯科医術伊沢信平」（日本医学会 1894年）
- 「婦人衛生雑誌(54) 乳齒出齦期發病の講話 伊澤信平 p7～12」（私立大日本婦人衛生会事務所 1894-05）
- 「婦人衛生雑誌(90) 乳齒出齦期發病の話 伊澤信平 p1～10」（私立大日本婦人衛生会事務所 1897-05）
- 「歯科雑誌(37) 口中の臭氣及ひ排除法 伊澤信平 p29～33」（瑞穂屋 1895年1月）
- 「歯科雑誌(39) 口中の臭氣及ひ排除法 伊澤信平 p19～22」（瑞穂屋 発刊日不明）
- 「歯科問答 記臆捷径」（フラグ発題･フオルクス応答、伊沢信平訳 南山堂他 1887年）
- 「新纂歯科病理学」（高橋直太郎訳･伊沢信平閲 大日本歯科講義会 1897年）
- 「歯科器械学」（伊澤信平著 私立大日本歯科講義会 1898年）
- 「小児歯牙衛生論」（重城養二著･伊沢信平閲　武田伝右衛門出版 1903年）
- 「歯科学説彙纂 手術ニ關スル小兒管理法 ドクトル伊澤信平」（鈴木俊樹編 歯科新報社 1914年）
- 「近世歯科臨牀講義　手術ニ關スル小兒管理法 ドクトル伊澤信平」（鈴木俊樹編 永持真幸出版 1916年）

## 家族
- 祖父：伊澤信恬（蘭軒）（1777年 - 1829年） 江戸時代末期の医師、儒学者。
- 実父：伊澤盤安（柏軒）
- 養父：伊澤道盛（1840年 - 1896年） 口中医から西洋歯科医となり、日本初の歯科医団体を創設。